# (73377) 2002 LQ4
(73377) 2002 LQ4 – planetoida z pasa głównego asteroid okrążająca Słońce w ciągu 3,28 lat w średniej odległości 2,21 j.a. Odkryta 5 czerwca 2002 roku.